# Epigeïsche kieming

Epigeïsche vs. hypogeïsche kieming

Epigeïsche kieming (Grieks: ἐπίγαιος epígaios of ἐπίγειος epígeios = 'boven op de aarde/grond', van ἐπί epi = 'bovenop', γῆ gè = 'aarde/grond') is een term uit de plantkunde die aangeeft dat de kieming van een plant bovengronds plaatsvindt. Een voorbeeld van een plant met epigeïsche kieming is de gewone boon. Het tegengestelde van epigeïsch is hypogeïsch (ondergrondse kieming).

## Kieming
Epigeïsche kieming houdt in dat de zaadlobben naar boven de grond geduwd worden. Het hypocotyl (het deel van de stengel onder de zaadlobben) groeit, terwijl het epicotyl (het deel van de stengel boven de zaadlobben) een gelijke lengte houdt. Het hypocotyl duwt zo de zaadlob naar boven.
Bij deze vorm van kieming bevat de zaadlob zelf weinig voedingsstoffen. In plaats hiervan zitten de eerste blaadjes hierin al opgevouwen, waarin na de kieming al snel fotosynthese plaatsvindt.
De zaadjes zijn veel kleiner dan bij planten met hypogeïsche kieming. Omdat de zaadlob zich boven de grond bevindt, is deze veel kwetsbaarder voor bijvoorbeeld nachtvorst of begrazing. De evolutionaire strategie is dat de plant veel zaadjes aanmaakt, waarvan er statistisch gezien een paar overleven.
Planten met epigeïsche kieming hebben vlug externe voedingsstoffen nodig voor hun groei, ze komen dan ook vooral voor op voedselrijke bodems. Ook hebben de planten veel zonlicht nodig om de fotosynthese te kunnen laten plaatsvinden. Ze groeien daarom vooral in het veld, aan de rand van het bos, of als pioniersoorten.
Planten met epigeïsche kieming groeien relatief snel, vooral in de eerste fase waarin de blaadjes zich ontvouwen. Hierdoor komen ze vaak voor op plaatsen die regelmatig overstromen, bijvoorbeeld aan de rand van rivieren in het Amazonegebied. De snelle kieming stelt de plant in staat zich te ontwikkelen voordat de volgende overstroming plaatsvindt. Na deze snelle eerste fase ontwikkelt de plant zich langzamer dan bij planten met hypogeïsche kieming het geval is.
Soms komt binnen hetzelfde plantengeslacht voor dat de kieming bij de ene soort epigeïsch is en bij de andere soort hypogeïsch. Enkele geslachten waarbij dit het geval is zijn:
- Phaseolus: de kieming van de gewone boon (Phaseolus vulgaris) is epigeïsch, die van de pronkboon (Phaseolus coccineus) is hypogeïsch
- Lilium (lelies)
- Araucaria: de kieming van soorten in de sectie Eutacta is epigeïsch, die van soorten in de sectie Araucaria is hypogeïsch

## Cryptocotylair en fanerocotylair
In 1965 zijn de termen cryptocotylair en fanerocotylair voorgesteld als synoniemen voor respectievelijk hypogeïsch en epigeïsch, omdat deze termen etymologisch niet correct zouden zijn. Later bleek echter dat er zeldzame gevallen zijn van soorten waarbij de kieming cryptocotylair is, maar toch epigeïsch. Daarom zijn er indelingen voorgesteld die met beide factoren rekening houden.